# Cattedrale di San Giovanni (Nicosia)
La cattedrale di San Giovanni (detta anche Cattedrale di San Giovanni Teologo) è una cattedrale ortodossa nella città di Nicosia, a Cipro.